# 辽宁省人民医院
辽宁省人民医院 (英語：The People's Hospital of Liaoning Province)，暨辽宁省红十字会医院、辽宁省心血管病医院是位于中国辽宁省沈阳市沈河区的一家隶属于辽宁省人民政府的大型综合性三级甲等医院。医院始建于1949年，前身为东北工人医院。